# Alois Handl

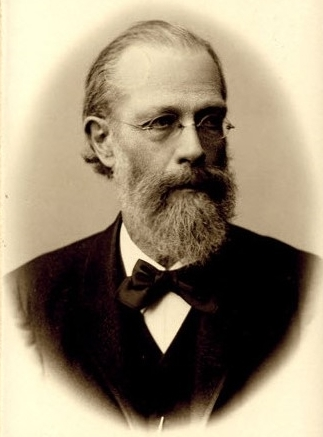
Alois Handl

Alois Handl (* 22. Juli 1837 in Feldkirch, Vorarlberg; † 10. Februar 1915 in Czernowitz) war ein österreichischer Physiker.

## Leben
1862 war Handl als Dr. suppl. an der Universität Lemberg. Als sie polonisiert wurde, wechselte er 1872 als Lehrer an die Theresianische Militärakademie in Wiener Neustadt. 1876 von der neuen Franz-Josephs-Universität Czernowitz berufen, baute er den Lehrstuhl für Experimentalphysik auf. 1879/80 und 1894/95 war er Rektor der aufblühenden Universität. Im Jahr 1885 wurde Handl in die  Deutsche Akademie der Naturforscher Leopoldina gewählt. Mit dem Chemiker Richard Pribram untersuchte er die Viskosität chemischer Verbindungen. Als er 1906 nach 30 Jahren emeritiert wurde, kam Josef Geitler von Armingen auf den Lehrstuhl.